# グループホーム
グループホーム (group home) とは、社会的弱者が小人数で支援を受けながら一般住宅で生活する施設。高齢者や重度障害者を主とした介護施設から、軽度障害者や親と同居不可能な子供などが共同生活を行うシェアハウスのようなもの、アパートのような集合住宅まで様々である。
社会的介護、養護の一形態。地域社会に溶け込む生活が理想とされ、「集団生活型介護」とも称する。

## 概要
ヨーロッパから始まった障害者解放運動、ノーマライゼーションの一環で、精神障害者、知的障害者を社会的な隔離施設から解放する脱施設の動向が患者、高齢者、要養護の児童へ拡大されて広く浸透し、グループホームとなった。
日本は、認知症高齢者グループホームを指す場合が多いが、嚥下困難や学習障害など種々の障害に対応するものがある。介護保険は認知症高齢者型グループホームは住宅とみなし、提供するサービスは在宅サービスとして扱う。福祉施設ではなく住宅であることを重視し、家族や里親などを模した生活様式を採るもの、社会福祉法人や介護援助サービス企業が設置して運営するもの、障害者グループが自立して共同生活するもの、医療施設を核とする大規模な総合福祉施設の敷地内に小規模な建物で分園化したものもある。

## 歴史
当初は精神病患者向けにイギリスで提唱された。18世紀のイギリスは、現在の援護寮、グループホーム、小規模な精神科病院に相当するマッドハウスなどが盛んに建設された。ホームステイやアパート形式、100床以上のものなど、種々の規模や様式が存在した。
認知症高齢者を対象としたものは、1980年代にスウェーデンで認知症緩和ケアのバルブロ・ベック＝フリース (Barbro Beck-Friis) が、民家を借りて認知症高齢者と共同生活を始めた事例が最初である。日本もスウェーデンに倣って導入された。

## 日本のグループホーム制度
| 居宅型 3,889億円 （49.5%）   | 訪問通所 3,054億円 （38.9%） | 訪問介護／入浴             | 816億円（10.4%）   |
| 居宅型 3,889億円 （49.5%）   | 訪問通所 3,054億円 （38.9%） | 訪問看護／リハ             | 211億円（2.7%）    |
| 居宅型 3,889億円 （49.5%）   | 訪問通所 3,054億円 （38.9%） | 通所介護／リハ             | 1,777億円（22.7%） |
| 居宅型 3,889億円 （49.5%）   | 訪問通所 3,054億円 （38.9%） | 福祉用具貸与               | 247億円（3.2%）    |
| 居宅型 3,889億円 （49.5%）   | 短期入所（ショートステイ）   | 短期入所（ショートステイ） | 375億円（5.8%）    |
| 居宅型 3,889億円 （49.5%）   | その他                       | その他                     | 458億円（4.9%）    |
| 地域密着型 948億円 （12.1%） | 小規模多機能型居宅介護       | 小規模多機能型居宅介護     | 182億円（2.3%）    |
| 地域密着型 948億円 （12.1%） | 認知症グループホーム         | 認知症グループホーム       | 509億円（6.5%）    |
| 地域密着型 948億円 （12.1%） | 地域密着型介護老人福祉施設   | 地域密着型介護老人福祉施設 | 134億円（1.7%）    |
| 地域密着型 948億円 （12.1%） | その他                       | その他                     | 123億円（1.6%）    |
| 施設型 2,593億円 （34.9%）   | 介護福祉施設（特養）         | 介護福祉施設（特養）       | 1,363億円（17.4%） |
| 施設型 2,593億円 （34.9%）   | 介護老人保健施設（老健）     | 介護老人保健施設（老健）   | 1,017億円（12.9%） |
| 施設型 2,593億円 （34.9%）   | 介護療養施設                 | 介護療養施設               | 227億円（2.9%）    |
| 居宅介護支援（ケアマネ）     | 居宅介護支援（ケアマネ）     | 居宅介護支援（ケアマネ）   | 408億円（5.2%）    |
| 総額                         | 総額                         | 総額                       | 7,854億円          |

厚生省が策定した2000年度から2004年度の計画であるゴールドプラン21で、従来は設置目標がなかった認知症高齢者グループホームを、2004年度までに3200か所整備するとした。2000年度に制定された介護保険法に基づく介護保険制度により介護サービス給付が利用可能となり、認知症高齢者グループホームが急速に普及している。介護保険制度でグループホームは認知症高齢者型を指すが、目黒区など知的障害者グループホーム条例を制定する自治体もある。本節では認知症高齢者型を指す。
市区町村の介護課や社会福祉協議会はグループホームを仲介しないため、要介護者や家族が探す必要がある。グループホームの空き状況は一元的に管理されておらず、直接グループホームに確認する必要がある。介護事業者情報や各地の認知症グループホーム連絡協議会で空き状況を提供する事例もみられる。

### 介護保険
介護保険制度は、介護を要する際に住み慣れた家庭や地域で安心して生活を継続するために、介護を社会全体で支え合う制度である。グループホームは、入居条件に要介護認定が指定されており、要支援2から要介護5までの認定者が利用可能である。要支援2の者が利用可能な施設は「介護予防」の指定を受けている事業所のみで、要支援1の者は対象とならず利用は出来ない。
日本の認知症高齢者向けグループホームの件数は、2005年1月時点で6,000である。

### 外部評価
グループホームの外部評価とは、「指定居宅サービス等の事業の人員、設備及び運営に関する基準」（平成11年厚生省令第37号）に基づき、都道府県が選定した外部評価機関が行う評価である。ホームが提供するサービス内容について、外部評価と事前に実施した自己評価を対比してサービス向上に資することを目的とする。
2005年9月までは高齢者痴呆介護研究・研修東京センターが実施した。

### 知的障害者と精神障害者
2006年4月から障害者自立支援法に基づく共同生活援助（グループホーム）と共同生活介護（ケアホーム）の二種類になった。ただし2009年に鳩山由紀夫内閣の長妻昭厚生労働大臣は、障害者自立支援法の廃止を明言している。
それ以前は
- 知的障害者を対象として、知的障害者福祉法に基づく知的障害者地域生活援助事業（1989年に制度化）。定員は4名から7名。
- 精神障害者を対象として、精神保健福祉法に基づく精神障害者地域生活援助事業（1992年に制度化）。定員は4名以上で概ね5から6名。

とそれぞれの法律で別々に定められていた。
グループホームは世話人が配置されて家事支援や日常生活の相談などがなされ、ケアホームは世話人の他に生活支援員が配置されて食事や入浴、排泄などの介護も加わる。対象となる利用者は、前者は日常生活の相談が必要な者で後者は要介護1以上の者で、利用期限は設けられていない。ほかにサービス管理責任者が設けられ、個別支援計画の作成やサービス内容の評価、日中活動系の事業者と連絡や調整などを行う。状態が改善した場合の移行先として福祉ホームやアパート、公営住宅が想定されている。
知的障害者と精神障害者を対象としたグループホームには短期間で自立生活に至ることを目標として有期での利用となる「通過型」と、長期間を経ての自立生活への移行または永続的な利用を目的として無期での利用となる「定住型」が存在する。施設によって異なるが、入居者は大抵の場合週に一定回数以上の日中の外出、労働もしくは日中活動施設の利用が義務付けられる。

### グループホームの問題
グループホームは、介護職員の過酷な勤務状況、虐待、安全対策、入居者の財産の侵害(親族からの仕送りなどの中抜きなど。グループホームに限らず、横領・中抜きに関しては成年後見制度の悪用で深刻となっている)、既製品中心の食事提供、衛生対策、職員による横領、通信環境の未整備、利用者の外部への通信の傍受、系列日中活動施設・指定医等への囲い込み、公費の不正請求などが問題となることがある。
2005年2月に、石川県でグループホームのスタッフによる利用者の虐待致死事件が起きている。
2006年1月に、長崎県内の高齢者グループホームで火災が発生して7人が死亡した。この事件以後、認知症高齢者グループホームなど自力で避難することが困難な者が入居する小規模福祉施設における防火安全対策のあり方や制度改正を消防庁が検討し、社会福祉施設は防火管理業務が義務付けられる収容人数が30人以上から10人以上となり消防用設備等の設置が義務付けられ、平成21年4月1日から施行された。
2010年3月13日に北海道札幌市北区のグループホームで火災が発生し、入居者7人が死亡した。前述の事件で、延べ床面積が275平方メートル (m2) 以上のグループホームはスプリンクラー設備の設置が義務付けられたが、この施設は248.43m2で設置がなかった。設置義務施設は国から補助金が支出されるが、厚生労働省は設置義務がない施設も費用補助する方針を6月10日に決定した。
2021年11月に、大阪府茨木市のグループホームで、女性職員が入所者の一人に対し、入所者自らの手をハンマーで叩かせるなどしていたことが、翌2022年4月に報道により判明。同市は虐待に該当するとして、このグループホームを行政指導した。
2015年時点では、地価の高い東京都を中心としてグループホームやサービス付き高齢者住宅の整備率の低い県があることが課題となっている。